# Sebastián Aguirre
Sebastián Matías Aguirre Boëda (Città del Messico, 9 marzo 1998) è un attore messicano.
Nel 2014 ha vinto un Premio Ariel come miglior attore emergente.

## Biografia

### Primi anni
Aguirre è nato a Città del Messico, Messico, il 9 marzo 1998. Figlio di una coppia di violinisti, Sebastián fin dall'infanzia è stato esposto alle espressioni artistiche. All'età di 8 anni, sua madre lo portò a seguire i corsi alla CasAzul, una scuola di teatro messicana, e lì decise di diventare attore.

### Carriera
Aguirre ha debuttato nei cortometraggi ¡Volar! e La canción de los niños muertos nel 2008. Quest'ultimo film, che racconta la storia di cinque adolescenti che perdono la madre, è stato diretto dal regista messicano David Pablos, ha vinto il premio come miglior cortometraggio di finzione al Festival Internacional de Cine de Morelia ed è stato proiettato durante la Settimana della critica del Festival di Cannes del 2009.
All'età di 12 anni fece un provino per il ruolo di Julián "Sacramento" Santos, un bambino abusato sessualmente da un prete, nel film Obediencia perfecta diretto da Luis Urquiza. Il film venne girato due anni dopo e, insieme agli altri 30 bambini attori che hanno recitato nel film, Aguirre è stato accompagnato in ogni momento dai genitori, psicologi, avvocati e da un coach (Margarita Mandoki) che aveva lavorato con gli attori molti mesi prima delle riprese. Aguirre accettò di partecipare al film, poiché c'era un messaggio da dare, e dopo aver visto il film finito disse: "Pensavo che sarebbe stato macabro, ma ogni scena è stata realizzata con cura. Quello che mi è piaciuto del film è che vedi solo quello che devi vedere". Poiché la sceneggiatura era in parte basata sullo scandalo sessuale di Marcial Maciel, fondatore e direttore generale dei Legionari di Cristo, il quotidiano messicano El Universal chiese ad Aguirre quale fosse il suo orientamento religioso ed egli si dichiarò ateo. L'interpretazione di Aguirre è stata accolta con recensioni positive, tra cui quella di Ronnie Scheib della rivista Variety, che ha affermato che l'attore "riesce in modo ammirevole a proiettare la sua bellezza beatifica in una luce sacra da cartolina".

## Filmografia

### Cinema
- ¡Volar!, regia di David Celis - cortometraggio (2008)
- La canción de los niños muertos, regia di David Pablos - cortometraggio (2008)
- Contraluz: Fotografía un momento que no puedes ver, regia di Kenia González - cortometraggio (2010)
- Tucán, regia di Daniel Chávez Ontiveros - cortometraggio (2012)
- Güeros, regia di Alonso Ruizpalacios (2014)
- Obediencia perfecta, regia di Luis Urquiza (2014)
- Los Hijos De Sión, regia di Mauricio Monterrubio - cortometraggio (2014)
- Dedication, regia di Jessica Abraham - cortometraggio (2015)
- Un mostro dalle mille teste (Un monstruo de mil cabezas), regia di Rodrigo Plá (2015)
- Los Herederos, regia di Jorge Hernandez Aldana (2015)
- Rouge comme le sang, regia di Adrian Ollé-Laprune (2016)
- Siempre Contigo, regia di Juan Pablo Li - cortometraggio (2016)
- La vida inmoral de la pareja ideal, regia di Manolo Caro (2016)
- Carrion, regia di Sebastián Hiriart (2016)
- El fin, regia di Rafael Martínez García - cortometraggio (2017)
- Dos ballenas, regia di Diego Cruz Cilveti - cortometraggio (2017)
- Los Paisajes, regia di Rodrigo Cervantes (2017)
- Satan, regia di Carlos Tapia - cortometraggio (2017)
- Velvet, regia di Paula Hopf - cortometraggio (2018)
- Preludio a una Siesta, regia di Mariana H. Menchaca (2018)
- Alex Winter, regia di Cesar Demian (2019)
- Verso, regia di Luis Arroyo - cortometraggio (2019)
- Vortex, regia di Mauricio Kuri - cortometraggio (2019)
- Las Estrellas También Mueren, regia di Rodrigo Martín Jaffe - cortometraggio (2019)
- En el Otro Lado, regia di Pablo Tapie Amione - cortometraggio (2019)
- Edna, regia di Sergio Sierra (2020)

### Televisione
- Amsterdam – serie TV, 7 episodi (2022)